# 倉敷リバーサイド病院
公益財団法人大原記念倉敷中央医療機構 倉敷中央病院リバーサイド（おおはらきねんくらしきちゅうおういりょうきこう くらしきちゅうおうびょういんリバーサイド）は、岡山県倉敷市の民間病院。JFEスチールより、川鉄水島病院が財団法人倉敷中央病院に譲渡されたものである。
元来は川崎製鉄が、従業員の福利厚生のために設立した病院で、JFE鶴の浦団地に隣接している。しかし、近年の製造業の再編で川崎製鉄もJFEスチールとなり、福利厚生の取捨選択が実施された結果、病院を手放すことになったと思われる。同じ福利厚生であっても、自社で担う必要のあるものは維持されており、鶴の浦団地には独身寮を新設している。
譲渡後は倉敷中央病院から多くの人材が派遣され、マルチスライスCTなど、最新鋭の設備も導入されている。また、エレベーターの増設など、施設も大幅なリニューアルが行われている。診察券(磁気カード)も共用化が行われた。そうは言っても何もかもが変ったわけではない。以前と同様にJFE健保との協力関係が維持されており、組合員の健康診断なども実施されている。

## 沿革
- 1982年（昭和58年）4月5日、川崎製鉄(現在のJFEスチール)により、前身の川鉄水島病院が設立される。従業員ならびに地域住民に医療を提供する。
- 2003年（平成15年）4月1日、財団法人倉敷中央病院に譲渡。倉敷リバーサイド病院となる。
- 2019年（令和元年）5月1日、倉敷中央病院リバーサイドと改称。

## 診療科
- 内科
- 神経内科
- 外科
- 呼吸器外科
- 整形外科
- 緩和ケア外科
- 小児科
- 眼科
- 耳鼻咽喉科
- リハビリテーション科
- 歯科
- 総合診療科

### 健康管理センター
人間ドック、生活習慣病、企業健診などを行う併設施設。

## 関連施設
- 倉敷中央病院
- 倉敷中央病院付属予防医療プラザ（人間ドックなど）
- ケアハウス「つるがた」（ケアハウス、デイサービス、在宅介護、訪問看護など）
- 倉敷中央看護専門学校

## 交通アクセス
- タクシー

新倉敷駅から約15分。
倉敷駅から約25分。
- 自家用車

山陽自動車道の玉島ICから約20分。
霞橋を渡って水島方面へ左折、JFE鶴の浦団地の西側の道を南へ。
もしくは、水玉ブリッジラインの水島大橋を渡り、すぐに右折、水島大橋の下を抜ける。
- シャトル便（倉敷中央病院と往復、病院がワンボックス車で運用）

平日4便、土・日・祝祭日・特別休日は運行休止。無料。